# Мюнямяки
Мюнямяки (на фински: Mynämäki) е селище в югозападна Финландия, регион Югозападна Финландия. Населението му е около 7 900 души (2015).
Разположено е на 28 метра надморска височина на 29 километра северозападно от центъра на Турку и на 50 километра източно от бреговете на Ботническия залив.

## Известни личности
Родени в Мюнямяки
- Виктор Наполеон Прокопе (1839-1906), генерал
- Херман Оскар Прокопе (1841-1905), генерал

Починали в Мюнямяки
- Йохан Гадолин (1760-1852), химик